# Roca de la Sierra
Roca de la Sierra är en kommun i Spanien.   Den ligger i provinsen Provincia de Badajoz och regionen Extremadura, i den västra delen av landet, 290 km sydväst om huvudstaden Madrid. Antalet invånare är 1 524.